# 三旧
三旧是中华人民共和国文化大革命初期出现的一个名词，指当时已被批判的所谓“旧中宣部”、“旧文化部”、“旧北京市委”。
1966年11月28日，江青、陈伯达主持召开首都文艺界无产阶级文化大革命大会。江青在讲话中点名批评陆定一、周扬、林默涵和中共北京市委彭真等11人，并把“旧中宣部”、“旧文化部”、“旧北京市委”放在一同攻击。该讲话也成为之后文艺界砸“三旧”的旗号。

## 含义
“旧中宣部”是指改组前的中共中央宣传部，原部长陆定一于1966年5月被撤销了其已担任了21年的中宣部部长职务，后被定为彭、罗、陆、杨反党集团成员，遭到迫害。1966年7月20日，中共中央通知称，中央宣传部已经改组，陶铸任部长，陈伯达任顾问（仍挂副部长名义）。
“旧文化部”是指改组前的中华人民共和国文化部。原部长为沈雁冰，因年事已高，并不大过问部务。具体工作由文化部副部长、党组书记齐燕铭和文化部副部长夏衍负责。1965年2月，沈雁冰卸任，由陆定一接任文化部部长。1965年4月7日，中央免去了齐燕铭、夏衍的职务，并在1965年7月至8月间对文化部进行了重大改组。
“旧北京市委”是指改组前的中共北京市委。1966年5月召开的中共中央政治局扩大会议决定，北京市委书记彭真停职审查。1966年6月4日，《人民日报》公布中共中央关于改组北京市委的决定，市委书记彭真被撤职。彭真后被定为彭、罗、陆、杨反党集团成员，遭到迫害。